# La bala de vidre
La bala de vidre és una comèdia en tres actes i en vers, original de Serafí Pitarra, pseudònim de Frederic Soler. Estrenada pel Teatre Català, instal·lat al teatre Romea de Barcelona, la nit del 7 d'octubre de 1869.
L'acció té lloc a Barcelona, l'any 1869.

## Repartiment de l'estrena
- Esperança: Balbina Pi.
- Enriqueta: Rosa Cazurro.
- Ventura: Lleó Fontova.
- D. Carlos: Josep Clucellas.
- D. Anton: Iscle Soler.
- D. Cèsar: Francesc Puig.